# Mean Girls (musical)
Mean Girls é um musical de libreto escrito por Tina Fey, música por Jeff Richmond e letras de Nell Benjamin, baseado no filme homônimo de 2004.
O musical estreou no Teatro Nacional, em Washington, D.C., em outubro de 2017 e abriu na Broadway em abril de 2018 em agosto de Wilson Teatro.

## Origens
Uma adaptação musical do filme Mean Girls (2004) tem sido trabalhada desde, pelo menos, 2013. A notícia surgiu no dia 3 de outubro de 2016 — o dia conhecido pelos fãs como o Dia Meninas Malvadas, em referência a uma fala do filme — dizendo o musical teria sua estreia mundial em Washington, D.C. em 2017. No dia 30 de dezembro de 2016, o Teatro Nacional foi confirmado como o local da produção, estreando em outubro de 2017.

## Produções

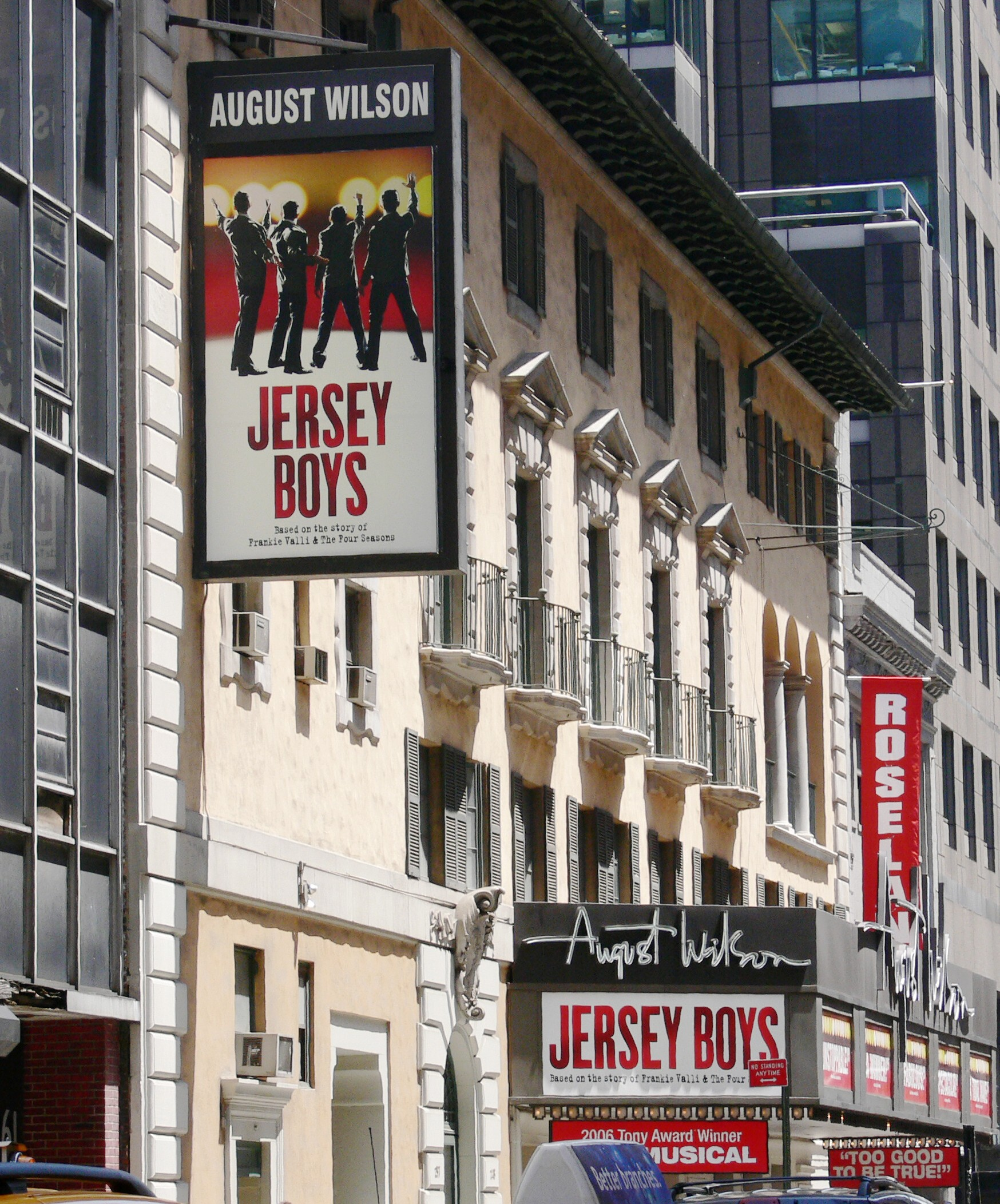
August Wilson Theatre (antigo Virginia Theatre), exibindo "Jersey Boys" em Manhattan, Nova York

O musical estreou no Teatro Nacional em Washington, D.C. em 31 de outubro de 2017 e continuou até 3 de dezembro de 2017. Mean Girls teve suas previews na Broadway no August Wilson Theatre em 12 de março de 2018, antes de abrir oficialmente em 8 de abril de 2018. Casey Nicholaw é o diretor e coreógrafo, o musical é produzido por Lorne Michaels e Stuart Thompson. Figurino de Gregg Barnes, cenário por Scott Pask, iluminação por Kenneth Posner e som por Brian Ronan.

## Sinopse

### Ato I
O musical começa com Janis Sarkisian e Damian Hubbard contando uma história de advertência sobre Cady Heron ("A Cautionary Tale"). Cady e seus pais estão se mudando da África para começar uma nova vida no mundo exterior ("It Roars"). Cady, então, é matriculada em uma escola pública. Ela está muito animada em fazer novos amigos, mas parece que ninguém gosta dela ("It Roars (Reprise)"). Janis e Damian encontram Cady e ajudam a encontrar um "grupinho" que ela possa pertencer, mas ela acaba ficando com eles: "as melhores pessoas que você vai conhecer" ("Where Do You Belong"). Mas, em seguida, Janis e Damian contam a ela sobre as Plásticas, as meninas mais populares da escola: Regina George, que é a Abelha Rainha; Gretchen Wieners, que sabe tudo sobre todos; e Karen Smith, uma loira burra. Enquanto Cady vai almoçar com Janis e Damian, Regina e as Plásticas decidem que ela vai almoçar com elas pelo resto da semana ("Meet the Plastics").
Na aula de matemática, Cady conhece Aaron Samuels. Ela imediatamente se apaixona por ele ("Stupid with Love"). Janis diz para Cady continuar com as Plásticas e depois contar tudo o que elas dizem. Cady acha que Regina é uma boa pessoa, mas Janis fala para ela não acreditar nisso ("Apex Predator"). As Plásticas e Cady vão ao shopping e, depois, vão para casa da Regina. Lá, elas encontram com a "mãe maneira" da Regina, e Gretchen confessa para Cady que, devido à amizade com a Regina, ela perdeu toda a auto-confiança ("What's Wrong With Me?").
No dia seguinte, na aula de matemática, Aaron fala sobre o seu relacionamento anterior com a Regina, e como ela o fez se sentir como se ele não fosse ele mesmo, então ele jurou nunca mais namorar. Enquanto isso, Cady acredita que, se ela agir de forma burra, Aaron vai ajudá-la com seu trabalho, e, assim, conversar mais com ela ("Stupid With Love (Reprise)").
Mais tarde, Karen explica como que, no ensino médio, o Halloween é só sobre ficar sexy, não importando o que você está vestindo (mesmo se a pessoa estiver fantasiada milho ou de Rosa Parks), o traje deve ser sensual ("Sexy"). Na festa de Halloween do Aaron, Regina descobre que Cady tem um crush nele. Por despeito, Regina decide dar em cima dele até que ele concorda em voltar com ela ("Someone Gets Hurt").
Furiosa, Cady pede conselho para Janis e Damian. Eles decidem que vão trabalhar juntos para se vingar de Regina, dando a ela Barras de Kälteen para que ela ganhe peso (embora ela pense que são destinadas para perder peso). Eles também convencem Gretchen de que Regina está brava com ela, enviando um recado de Natal "de Regina para Cady", que diz que elas agora são melhores amigas - o que faz Gretchen revelar que Regina pega o Shane Oman dentro do traje do mascote da escola, entre outros atos de vingança ("Revenge Party"). Depois de falhar na sua apresentação do show de talentos, dançando "Rockin' Around the Pole", as pessoas começam a perceber que Regina engordou. Quando, então, Regina quebra uma das regras das Plásticas, Cady a confronta e a expulsa da mesa. Todas ficam aliviadas por se libertar das ordens de Regina ("Fearless"). Cady tenta pedir desculpas para Regina por bani-la da mesa de almoço, mas Regina insinua que o seu reinado está longe de terminar ("Someone Gets Hurt (Reprise)").

### Ato II
Retornamos a North Shore High após as férias de inverno, durante as quais Cady passou por uma reforma completa condizente com seu novo status de "Rainha Abelha" ("A Cautionary Tale (Reprise)"). Damian, Janis e as outras garotas de North Shore High tentam dificultar as obsessões sociais crescentes de Cady, e fazer com que ela pare de agir como uma idiota para Aaron, contando a ela sobre suas próprias experiências negativas do passado com um comportamento obsessivo ("Stop"). Gretchen começa a notar semelhanças entre sua amizade com Regina e sua amizade com a nova Cady, enquanto a mãe de Regina se pergunta por que sua filha não confia nela ("What's Wrong With Me (reprise)").
Cady faz uma festa em uma tentativa de levar Aaron para sua casa -  ela conta aos seus pais que Janis tem uma apresentação de artes, assim ela não poderia ir em sua viagem de família (quando, na verdade, Janis teve essa apresentação, mas Cady simplesmente escolheu  não ir). Ela fica cada vez mais bêbada enquanto a festa continua ("Whose House is This?"). Quando Aaron aparece na festa, eles se esgueiram para o quarto dela. Lá, Aaron explica que ele realmente gostava de quem Cady era antes de se tornar uma Plástica, e Cady tenta convencê-lo de que, como ela tem mais agora, ela é melhor ("More is Better"). Depois da festa, Janis e Damian apareceram na casa de Cady, irritados por ela ter perdido o show de arte de Janis. Eles dizem a Cady que ela traiu sua confiança, e agiu totalmente Plástica ("Someone Gets Hurt (Reprise 2)").
Quando Regina descobre que ela não foi convidada para esta festa, e que os Kälteen Bars a fizeram engordar, ela decide se vingar divulgando o Burn Book - um livro cheio de insultos sobre todas as meninas da escola (incluindo Aaron e Damian) - adicionando "Regina é uma vaca gorda" ao livro, a fim de tirar a culpa de si mesma ("World Burn"). Em uma assembléia obrigatória sobre o Burn Book, Norbury tenta aproximar as meninas. Nessa hora, Janis explica sua filosofia de "eu prefiro ser eu do que estar com você" para a escola, referindo-se a sua amizade fracassada com Cady e Regina (Janis e Regina tinham sido melhores amigas até que, em uma festa de pijama de garotas, Regina descobriu que Janis era lésbica) ("I'd Rather Be Me").
Cady decide assumir a culpa pelo Burn Book para acabar com o drama e é suspensa. Quando ela está saindo, ela vê Regina e tenta se desculpar, mas Regina está tão distraída que ela entra na frente de um ônibus e é atingida. Felizmente, no entanto, ela sobrevive. Cady lentamente começa a pedir desculpas a todos na escola por seu comportamento como Rainha Abelha ("Fearless (Reprise)").
Para aumentar sua nota de matemática depois de perder pontos por causa de Aaron, a Sra. Norbury inclui Cady aos Matletas nos campeonatos estaduais. Depois de enfrentar a única outra garota na competição e ganhar, o time vence, e Cady se sente redimida ("Do This Thing"). Ela então entra de penetra no baile da escola com a ajuda de Aaron, depois de beijá-lo. Lá, ela vê Regina, e elas têm uma conversa sincera, em que Regina lembra Cady: "Não se desculpe por coisas que não são sua culpa. E nunca se desculpe por ser uma chefe".
Cady é eleita Rainha da Primavera, mas percebe a facilidade com que a coroa de plástico pode quebrar. Ela pega a coroa, quebra em vários pedaços e dá um pedaço para cada garota do baile de formatura enquanto elogia cada uma - dizendo que todas são "reais e raros". Ela pede desculpas a Janis e Damian, e eles seguem em frente como amigos mais uma vez ("I See Stars").

## Elenco
| Personagem                           | Broadway (2019)- Elenco Atual |
| ------------------------------------ | ----------------------------- |
| Cady Heron                           | Erika Henningsen              |
| Regina George                        | Taylor Louderman              |
| Gretchen Wieners                     | Krystina Alabado              |
| Karen Smith                          | Kate Rockwell                 |
| Janis Sarkisian                      | Barrett Wilbert Weed          |
| Damian Hubbard                       | Grey Henson                   |
| Sra. Heron Srta. Norbury Sra. George | Kerry Butler                  |
| Aaron Samuels                        | Kyle Selig                    |
| Kevin Gnapoor                        | Cheech Manohar                |
| Sr. Duvall                           | Rick Jovens                   |

## Equipe Criativa Original
| Função     | Washington, DC (2017) & Broadway (2018) |
| ---------- | --------------------------------------- |
| Diretor    | Casey Nicholaw                          |
| Coreógrafo | Casey Nicholaw                          |
| Cenário    | Scott Pask                              |
| Iluminação | Kenneth Posner                          |
| Projeção   | Finn Ross e Adam Young                  |
| Figurino   | Gregg Barnes                            |
| Som        | Brian Ronan                             |
| Cabelo     | Josh Marquette                          |
| Maquiagem  | Milagros Medina-Cerdeira                |

## Números Musicais
| Ato I - "A Cautionary Tale" – Janis e Damian - "It Roars" – Cady e Ensemble - "It Roars (Reprise)"† – Cady e Ensemble - "Where Do You Belong?" – Damian, Janis, Cady e Ensemble - "Meet the Plastics" – Regina, Gretchen, Karen, Janis, Damian e Cady - "Stupid With Love" – Cady - "Apex Predator" – Janis e Cady - "What’s Wrong with Me?" – Gretchen - "Stupid With Love (Reprise)" – Cady e Aaron - "Sexy" – Karen e Ensemble - "Someone Gets Hurt" – Regina, Aaron e Ensemble - "Revenge Party" – Janis, Damian, Cady e Ensemble - "Fearless" – Cady, Gretchen, Karen, e Ensemble - "Someone Gets Hurt (Reprise 1)"†† – Regina | Ato II - "A Cautionary Tale (Reprise)"† – Janis e Damian - "Stop" – Damian, Karen, Taylor, Caitlyn, Christian, Marwan, Shane e Ensemble - "What’s Wrong With Me (Reprise)" – Gretchen e Mrs. George - "Whose House Is This?" – Kevin, Cady, Gretchen, Karen e Ensemble - "More Is Better" – Cady e Aaron - "Someone Gets Hurt (Reprise 2)" – Janis e Damian - "World Burn" – Regina e Ensemble - "I’d Rather Be Me" – Janis e Ensemble - "Fearless (Reprise)"† – Cady - "Do This Thing" – Cady, Ms. Norbury, Kevin, Marwan, Rowan e Ensemble - "I See Stars" – Cady e Full Company |

†† Incluso como parte de "Fearless" na Original Broadway Cast Recording

## Gravação
A gravação original do elenco na Broadway foi lançada digitalmente nos EUA em 18 de maio de 2018. O lançamento do álbum físico nos EUA será em 15 de junho de 2018.

## Recepção Crítica
Marilyn Stasio, em sua crítica para a Variety escreveu: "Fey levou o musical ainda mais pra frente com seu humor... As letras de Nell Benjamin não têm nem metade da esperteza das piadas improvisadas de Fey, mas elas fazem bem o trabalho e são peculiares o suficiente para fazer você ouvir as coisas boas com atenção, oferecendo letras suficientes que recompensam a sua atenção... Os fãs do filme devem ser avisados que nada de importante foi eliminado da história."

## Prêmios e indicações

### Produção Original em Washington, D.C. (2017)
| Ano  | Cerimônia de Premiação | Categoria                                   | Indicado                        | Resultado |
| ---- | ---------------------- | ------------------------------------------- | ------------------------------- | --------- |
| 2018 | Helen Hayes Awards     | Outstanding Visiting Production             | Outstanding Visiting Production | Venceu    |
| 2018 | Helen Hayes Awards     | Outstanding Performer - Visiting Production | Cinza Henson                    | Indicado  |
| 2018 | Helen Hayes Awards     | Outstanding Performer - Visiting Production | Kate Rockwell                   | Indicado  |

### Produção Original na Broadway (2018)
| Ano  | Cerimônia de Premiação                         | Categoria                                                    | Indicado                                                     | Resultado |
| ---- | ---------------------------------------------- | ------------------------------------------------------------ | ------------------------------------------------------------ | --------- |
| 2018 | Tony Awards                                    | Best Musical                                                 | Best Musical                                                 | Pendente  |
| 2018 | Tony Awards                                    | Best Actress in a Leading Role in a Musical                  | Taylor Louderman                                             | Pendente  |
| 2018 | Tony Awards                                    | Best Actor in a Featured Role in a Musical                   | Grey Henson                                                  | Pendente  |
| 2018 | Tony Awards                                    | Best Actress in a Featured Role in a Musical                 | Ashley Park                                                  | Pendente  |
| 2018 | Tony Awards                                    | Best Book of a Musical                                       | Tina Fey                                                     | Pendente  |
| 2018 | Tony Awards                                    | Best Original Score                                          | Jeff Richmond and Nell Benjamin                              | Pendente  |
| 2018 | Tony Awards                                    | Best Scenic Design of a Musical                              | Scott Pask, Finn Ross, and Adam Young                        | Pendente  |
| 2018 | Tony Awards                                    | Best Costume Design of a Musical                             | Gregg Barnes                                                 | Pendente  |
| 2018 | Tony Awards                                    | Best Sound Design of a Musical                               | Brian Ronan                                                  | Pendente  |
| 2018 | Tony Awards                                    | Best Direction of a Musical                                  | Casey Nicholaw                                               | Pendente  |
| 2018 | Tony Awards                                    | Best Choreography                                            | Casey Nicholaw                                               | Pendente  |
| 2018 | Tony Awards                                    | Best Orchestrations                                          | John Clancy                                                  | Pendente  |
| 2018 | Drama Desk Awards                              | Outstanding Musical                                          | Outstanding Musical                                          | Pendente  |
| 2018 | Drama Desk Awards                              | Outstanding Featured Actor in a Musical                      | Grey Henson                                                  | Pendente  |
| 2018 | Drama Desk Awards                              | Outstanding Featured Actress in a Musical                    | Ashley Park                                                  | Pendente  |
| 2018 | Drama Desk Awards                              | Outstanding Featured Actress in a Musical                    | Kate Rockwell                                                | Pendente  |
| 2018 | Drama Desk Awards                              | Outstanding Choreography                                     | Casey Nicholaw                                               | Pendente  |
| 2018 | Drama Desk Awards                              | Outstanding Lyrics                                           | Nell Benjamin                                                | Pendente  |
| 2018 | Drama Desk Awards                              | Outstanding Book of a Musical                                | Tina Fey                                                     | Pendente  |
| 2018 | Drama Desk Awards                              | Outstanding Costume Design                                   | Gregg Barnes                                                 | Pendente  |
| 2018 | Drama Desk Awards                              | Outstanding Projection Design                                | Finn Ross & Adam Young                                       | Pendente  |
| 2018 | Drama Desk Awards                              | Outstanding Wig and Hair                                     | Josh Marquette                                               | Pendente  |
| 2018 | Drama League Awards                            | Outstanding Production of a Broadway or Off-Broadway Musical | Outstanding Production of a Broadway or Off-Broadway Musical | Indicado  |
| 2018 | Drama League Awards                            | Distinguished Performance Award                              | Taylor Louderman                                             | Indicado  |
| 2018 | Drama League Awards                            | Distinguished Performance Award                              | Ashley Park (also for KPOP)                                  | Indicado  |
| 2018 | Outer Critics Circle Awards                    | Outstanding New Broadway Musical                             | Outstanding New Broadway Musical                             | Indicado  |
| 2018 | Outer Critics Circle Awards                    | Outstanding Book of a Musical (Broadway or Off-Broadway)     | Tina Fey                                                     | Indicado  |
| 2018 | Outer Critics Circle Awards                    | Outstanding Director of a Musical                            | Casey Nicholaw                                               | Indicado  |
| 2018 | Outer Critics Circle Awards                    | Outstanding Leading Actress in a Musical                     | Erika Henningsen                                             | Indicado  |
| 2018 | Outer Critics Circle Awards                    | Outstanding Leading Actress in a Musical                     | Taylor Louderman                                             | Indicado  |
| 2018 | Outer Critics Circle Awards                    | Outstanding Featured Actress in a Musical                    | Kerry Butler                                                 | Indicado  |
| 2018 | Outer Critics Circle Awards                    | Outstanding Featured Actress in a Musical                    | Ashley Park                                                  | Indicado  |
| 2018 | Outer Critics Circle Awards                    | Outstanding Projection Design (Play or Musical)              | Finn Adams & Adam Young                                      | Indicado  |
| 2018 | Chita Rivera Awards for Dance and Choreography | Outstanding Choreography in a Broadway Show                  | Casey Nicholaw                                               | Indicado  |
| 2018 | Chita Rivera Awards for Dance and Choreography | Outstanding Ensemble in a Broadway Show                      | Outstanding Ensemble in a Broadway Show                      | Venceu    |
| 2018 | Chita Rivera Awards for Dance and Choreography | Outstanding Female Dancer in a Broadway Show                 | Ashley Park                                                  | Indicado  |